# Clara de Rueda
Clara de Rueda, conocida también como "a bruxa das Campas", fue una célebre sanadora, adivina o bruja, que vivió en el lugar de Las Campas, del concejo de Castropol, en el noroccidente de Asturias y que gozó de gran popularidad a principios del siglo XX. Murió en el año 1917.